# Sténotherme
Sténotherme est un adjectif qualifiant les organismes ne tolérant que des variations de température de faible amplitude autour des valeurs moyennes, à l'opposé des organismes eurythermes.
On peut les classer en trois catégories :
- Les sténothermes « chauds » pour des températures comprises entre 43 °C et 18 °C ;
- Les sténothermes « froids » pour des températures inférieures a 14 °C ;
- Les sténothermes « tempérés » pour des températures comprises entre 18 °C et 14 °C.